# Örményország zászlaja
Örményország zászlaja 3 sávból áll: vörös, kék és narancs.
A mai zászlót már a Demokratikus Örményország is használta 1918 és 1922 között. Örményország a Szovjetuniótól való elszakadása után 1990. augusztus 24-én húzták fel.

Az Örmény SZSZK zászlaja (1952-1990)

## A zászló színei
A hivatalosan a színek az alábbiakat jelentik:
„A vörös az Örmény-felföldet, a kiontott vért, a kereszténységet, az örmény függetlenséget és szabadságot jelenti. A kék szimbolizálja az örmény nép akaratát és a kék eget. A narancssárga szimbolizálja a kreativitást és az örmények kemény munkáját.”
Egy másik indoklás szerint a vörös szín az önálló nemzeti létért folytatott küzdelemben kiontott vért jelképezi. A kék az eget, a reményt, és a föld, az ország változatlanságát jelöli. A narancssárga a nép, az emberek bátorságára utal.

## Kinézete
Az örmény zászlónak két változata van:
|              | gyakori változat | ritkább változat |
| ------------ | ---------------- | ---------------- |
|              |                  |                  |
| vörös        | 255-0-0          | 216-28-63        |
| kék          | 0-0-170          | 85-117-196       |
| narancssárga | 255-153-0        | 239-107-0        |

## Külső hivatkozások
- Örményország zászlaja a Világ zászlói (Flags of the World) weboldalon